# 19 (Adele-album)
A 19 Adele angol énekesnő-dalszerző debütáló stúdióalbuma, melyet 2008. január 28-án adott ki az XL Recordings. Miután Adele 2006 áprilisában elvégezte a BRIT Schoolt, elkezdett dalokat kiadni, és egy osztályprojekthez felvett egy három dalt tartalmazó demót, amit odaadott egy barátjának, aki feltette azt a Myspace-re, ahol akkora sikert aratott, hogy az XL lemezkiadó érdeklődését is kiváltotta. Ez vezetett oda, hogy Adele 17 évesen lemezszerződést kötött a kiadóval, és vokálokat biztosított Jack Peñate számára. Peñate dalának felvétele során találkozott Jim Abbiss producerrel, aki később a debütáló albumának nagy részét producerként készítette.
Az énekesnő életkora után elnevezett album anyagának nagy részét Adele egyedül írta, de dolgozott néhány kiválasztott íróval és producerrel, köztük Jim Abbiss-szel, Eg White-tal és Sacha Skarbekkel. Együttműködésükkel egy folk-rock, indie pop és jazz hatásokkal, valamint szívfájdalmat, nosztalgiát és kapcsolatokat leíró dalszövegekkel tarkított blue-eyed soul albumot hoztak létre. A 19 megjelenésekor pozitív kritikákat kapott a zenekritikusoktól, akik dicsérték Adele énekesi képességeit és dalszerzői tehetségét ilyen fiatalon, és megjegyezték, hogy „megvan benne a lehetőség, hogy generációja legelismertebb és leginspirálóbb nemzetközi előadói közé kerüljön.” A 19 számos elismerést is elnyert, köztük European Border Breakers-díjat. Az 51. Grammy-díjátadón Adele A legjobb új előadó mellett A legjobb női popénekesi előadásnak járó díjat is elnyerte a Chasing Pavements című dalért.
Az albumról négy kislemez jelent meg, a Chasing Pavements és a Make You Feel My Love bejutottak a brit kislemezlista Top 10-es mezőnyébe, míg az előbbi volt Adele első szereplése az amerikai Billboard Hot 100-as listáján. Az albumon található legelső dala is, a Hometown Glory, amelyet 16 éves korában írt, és amely a londoni West Norwood nevű külvárosáról szól. A 19 világsiker lett, Hollandiában és az Egyesült Királyságban első helyezett lett, míg tizenöt országban, köztük Ausztráliában, Brazíliában és az Egyesült Államokban a Top 10-ben szerepelt. Az albumot a brit BPI több mint 2,4 millió eladott példányszámmal nyolcszoros platina minősítéssel minősítette, míg az RIAA az Egyesült Államokban háromszoros platinával illette, több mint 3 millió eladott példányszám után. Az album világszerte több mint 6,5 millió példányban kelt el.

## Háttér és felvételek

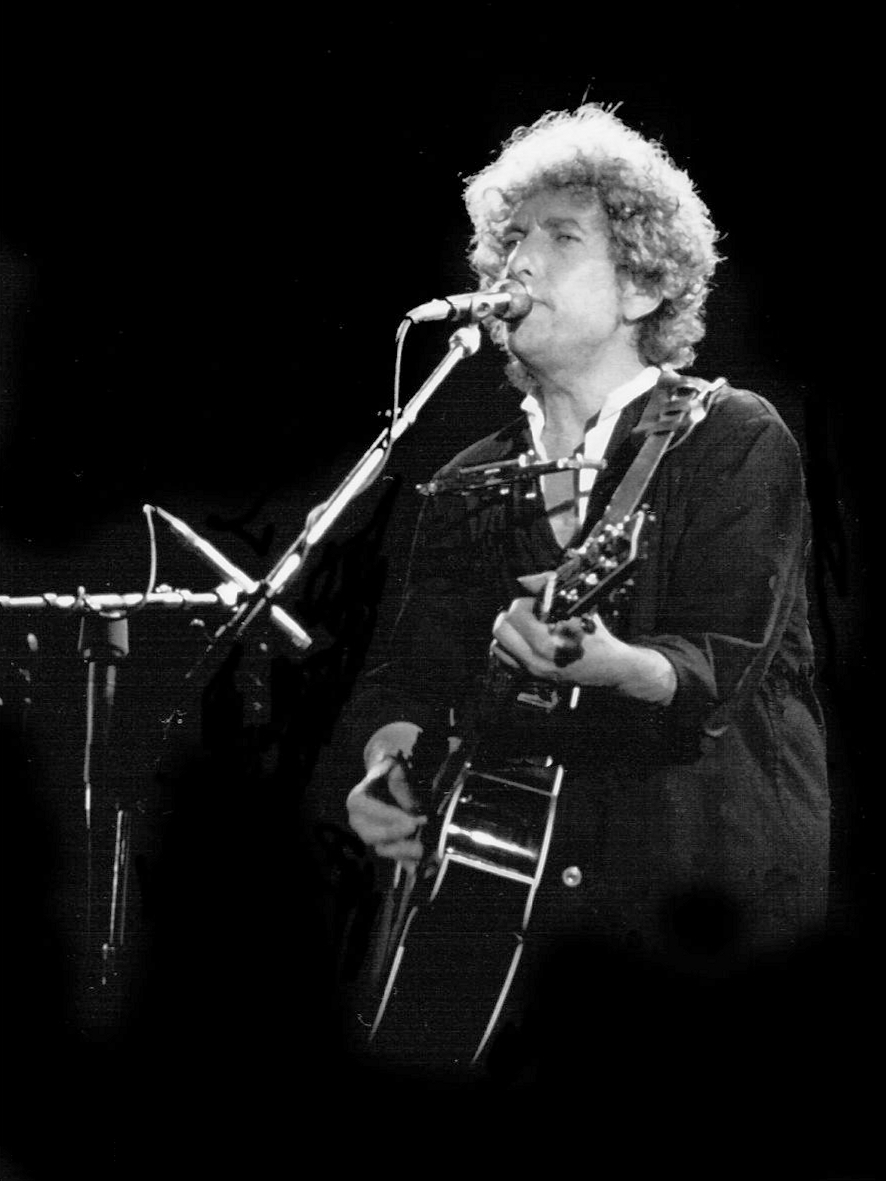
Adele a menedzsere, Jonathan Dickins ajánlására vette fel Bob Dylan Make You Feel My Love című dalának feldolgozását

Adele 2006 áprilisában végzett a Croydonban található BRIT Schoolban, ahol Leona Lewis és Jessie J osztálytársa volt. Adele az iskolának tulajdonítja tehetségének kibontakoztatását, annak ellenére, hogy akkoriban inkább az A&R szakmában szeretett volna elhelyezkedni, és azt remélte, hogy mások karrierjét is elindíthatja. Négy hónappal a diploma megszerzése után két dalt publikált a PlatformsMagazine.com online művészeti kiadvány negyedik számában. Egy osztályprojekthez felvett egy három dalt tartalmazó demót, és odaadta egy barátjának. A barát feltette a demót a Myspace-re, ahol nagy sikert aratott, és egy telefonhívást eredményezett Richard Russelltől, az XL Recordings zenei kiadó főnökétől. Kételkedett abban, hogy az ajánlat valós-e, mert az egyetlen lemezkiadó, amit ismert, a Virgin Records volt, ezért magával vitte egy barátját a találkozóra.
Nick Huggett az XL-nél ajánlotta Adele-t a September Management menedzserének, Jonathan Dickinsnek, és 2006 júniusában Dickins lett a hivatalos képviselője. A September akkoriban Jamie T-t menedzselte, és ez nagy vonzerőnek bizonyult Adele számára, aki nagy rajongója a brit énekes-dalszerzőnek. Huggett ezután 2006 szeptemberében leszerződtette Adele-t az XL-hez. 2006 szeptemberében Adele vokálozott Jack Peñate Matinée című debütáló albumán, a My Yvonne dalon, és ezen a felvételen találkozott először Jim Abbiss producerrel, aki a későbbiekben a 19 című debütáló albumának nagy részét és a 21 című album több számát készítette. 2006 szeptemberében Adele felvett egy feldolgozást Bob Dylan Make You Feel My Love című dalából menedzsere, Jonathan Dickins ajánlására, aki imádta a dalt.
Az első kislemez a 19-ről a Chasing Pavements volt, amelyet Adele Eg White-tal közösen írt. A Chasing Pavements-et egy olyan incidens ihlette, amit Adele egy korábbi partnerével élt át. Miután megtudta, hogy a férfi megcsalta őt, elment a bárba, ahol a férfi tartózkodott, és arcon ütötte. Miután kidobták, Adele egyedül sétált az utcán, és azt gondolta magában: „Mit kergetsz? Egy üres járdát kergetsz.” Elénekelte, és felvette a mobiltelefonjával, majd amikor hazaért, elrendezte az akkordokat. Adele és White két másik dalt is közösen írt az albumra: a Melt My Heart to Stone és a Tired című dalokat. Sacha Skarbekkel is együttműködött a Cold Shoulder című kislemezen. A legtöbb dalt azonban egyedül Adele írta, köztük a Best for Lastot, a Crazy for You-t, a First Love-ot, a My Same-et, valamint debütáló dalát, a Hometown Glory-t. Ezt a dalt Adele 10 perc alatt írta, miután édesanyja megpróbálta rábeszélni, hogy hagyja el szülővárosát, a londoni West Norwoodot az egyetem miatt.

## Kiadás és népszerűsítés

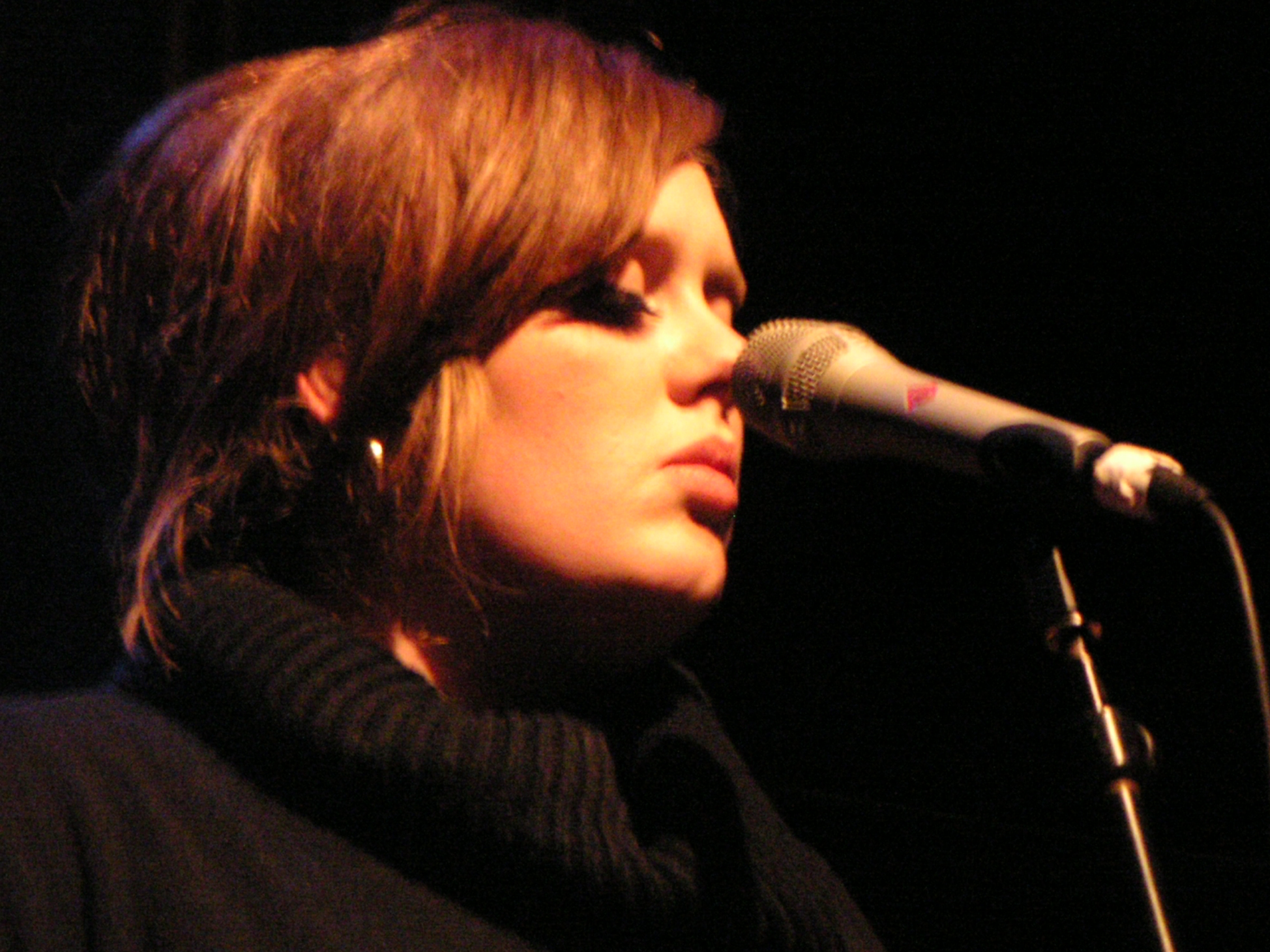
Adele fellépés közben 2009-ben

2008 júliusában Adele arról tájékoztatta az ismert brit soul-írót, Pete Lewist, a díjnyertes Blues & Soul munkatársát, hogy azért nevezte el debütáló albumát 19-nek, hogy tükrözze életkorát, amikor a lemezt írta: „Csak úgy emlékszem, hogy egy kicsit nővé váltam ez idő alatt. És azt hiszem, ez határozottan dokumentálva van a dalokban.” A tajvani kiadás március 5-én jelent meg. Az albumon a szokásos dallistán kívül három bónusz szám is található: That's It I Quit I'm Movin' On (Chasing Pavements B-oldal), Now and Then (Cold Shoulder B-oldal) és Painting Pictures (Make You Feel My Love B-oldal). Az indonéz különkiadás március 3-án jelent meg. Az albumon az eredeti tracklistán kívül egy bónusz videóklip is található a Chasing Pavements című dalhoz.
2008-ra Adele főfellépőnek számított, és egy akusztikus szettet adott elő, amelyben Damien Rice segítette. 2008-ban egy rövid észak-amerikai turnéra indult, ugyanebben a hónapban, júniusban jelent meg az Egyesült Államokban a 19. A Billboard magazin így nyilatkozott róla: „Adele-ben valóban megvan a potenciál, hogy generációjának legelismertebb és leginspirálóbb nemzetközi művészei közé kerüljön.” Az An Evening with Adele turné 2008 májusában kezdődött és 2009 júniusában ért véget.
Később lemondta a 2008-as amerikai turné időpontjait, hogy akkori partnerével lehessen. A Nylon magazinban 2009 júniusában így nyilatkozott: „Nem tudom elhinni, hogy ezt tettem. Olyan hálátlannak tűnik.... Túl sokat ittam, és ez volt az alapja a kapcsolatomnak ezzel a fiúval. Nem bírtam ki nélküle, úgyhogy úgy voltam vele, hogy 'Hát, oké, akkor lemondom a cuccaimat.'” 2008 októberének közepére úgy tűnt, hogy Adele amerikai áttörési kísérlete kudarcot vallott. Ám ekkor az NBC Saturday Night Live című műsorának 2008. október 18-i epizódjába zenei vendégként hívták meg. Az epizód, amelyben várható volt az akkori amerikai alelnökjelölt, Sarah Palin fellépése is, 17 millió nézővel az elmúlt 14 év legjobb nézettségét hozta a műsornak. Adele előadta a Chasing Pavements és a Cold Shoulder című dalokat, és a következő napon a 19 az iTunes listájának élére került, az Amazon.com-on pedig az ötödik helyre, míg a Chasing Pavements a Top 25-be emelkedett, az album ennek eredményeképpen a Billboard 200-as listáján a 11. helyre került, ami 35 pozícióval magasabb az előző héthez képest.

## A kritikusok értékelései
A 19 általában pozitív kritikákat kapott a kritikusoktól. Az albumot a Metacriticen 19 kritikai vélemény alapján a 100-ból 68 pontra értékelték. Caspar Llewellyn Smith, a The Observer munkatársa a következőket írta kritikájában: „Ahogyan [Adele] nyújtja a magánhangzókat, csodálatos lélekkel teli frazeálása, hangjának puszta, hamisítatlan élvezete még inkább kiemelkedett; aligha kétséges, hogy ritka énekesnő, amit egy másik, először a MySpace-oldalán elérhető szám, a Daydreamer is megerősített.” Ötcsillagosra értékelték az albumot. „Valahol a blues, a folk és a jazz között helyezkedve, mindenki számára tartalmazott valamit anélkül, hogy valaha is egy adott irányzatnak hódolt volna” - írta Chris Long a BBC Music-tól. „Dallamai melegséget árasztanak, éneklése időnként lenyűgöző, és a drámai Hometown Glory-ban, a Cold Shoulder tüskés hűvösségében és a Make You Feel My Love című zongorás eposzban olyan számai vannak, amelyek mellett Lily Allen és Kate Nash épp olyan hétköznapinak tűnnek, mint amilyenek ők.” Chuck Taylor a Billboardban azt írta, hogy „Adele-ben valóban megvan a lehetőség, hogy generációja legelismertebb és leginspirálóbb nemzetközi előadói közé kerüljön.” Mikael Wood kevésbé volt lenyűgözve az Entertainment Weeklyben, azt írta, hogy „Adele dalai nem olyan élesek, mint Duffyé... Mégis, az éneklése végig figyelemre méltó.” Az Uncut kritikusabb volt, úgy vélve, hogy „Adele biztosan tud énekelni, de a '19' bűzlik attól, hogy valami A&R trendvadász a saját üzletét csinálja, hogy szerződtesse a Az Új Amy-t, és nem nyugszik, amíg nem találja meg a megfelelő dél-londoni csajt, aki megfelel a célnak.” Az NME szerint „ahogy a 19 feltárja magát, egyértelmű, hogy az Amy-asszociációk alig több, mint üres médiaszövegek, valódi súly nélkül. A korai jelzők ellenére az albumon kevés olyan dolog van, ami megakadályozza, hogy összeomoljon saját elvárásainak súlya alatt.”
Adele lett a Brit Awards Kritikusok-díjának első díjazottja, és a BBC zenei kritikusok körében elnyerte a „2008 hangja” címet is. A Times Encyclopedia of Modern Music a 19-et „alapvető” blue-eyed soul felvételnek nevezte. 2008-ban az albumot A legjobb album kategóriában Mercury-díjra jelölték, emellett Urban Music-díjat nyert A legjobb jazz-előadás kategóriában. 2008. december 3-án az album négy Grammy-jelölést kapott az alábbi kategóriákban: A legjobb új előadó, Az év felvétele, Az év dala és A legjobb női popénekes teljesítmény a Chasing Pavements-ért. A következő évben újra jelölték Adele-t A legjobb női popénekes kategóriában Hometown Glory-ért, de alulmaradt Beyoncé Halo című dalával szemben.
Sikere több más brit soul énekesnővel egy időben jelentkezett, a brit sajtó pedig új Amy Winehouse-nak titulálta őt. Ezt az Egyesült Államok harmadik brit zenei inváziójaként jellemezték. Adele azonban álságosnak nevezte a közte és más soul énekesnők közötti összehasonlításokat, megjegyezve, hogy „mi egy nem vagyunk, nem egy műfaj.” Az AllMusic azt írta, hogy „Adele egyszerűen túl varázslatos ahhoz, hogy bárkihez is hasonlítsuk.” 19 című debütáló albumának megjelenése után Kanye West és Beyoncé is azon művészek közé tartozott, akik hangosan dicsérték a zenéjét. Beyoncé Adele-t nevezte meg negyedik stúdióalbuma, a 4 egyik hatásaként.

## Kereskedelmi teljesítmény
Az Egyesült Királyságban az album az első helyen debütált. Ugyanazon a héten, amikor a 21 megjelent, a 19 újra a negyedik helyen lépett be az Egyesült Királyság albumlistájára, 25 419 eladott példányszámmal. 2011. február 6-án az album továbbra is a negyedik helyen állt a listán, 27 660 példányos erősödő eladással. Ez volt 2011 második legjobban fogyó albuma az Egyesült Királyságban a 21 után. 2016 márciusáig a 19 több mint 2 309 000 példányban kelt el az Egyesült Királyságban. Írországban a 21 sikere miatt az album a 2011. március 18-ával végződő héten, három évvel az eredeti csúcspontja után, visszatért a harmadik helyre, hogy aztán a következő héten a második helyen álljon, és a 21 mögött hat egymást követő héten keresztül ott is maradjon. Az album a 21 sikere által a 16. helyen debütált az új-zélandi albumlistán, és a harmadik helyen tetőzött. 2017 márciusában a 19 az 58. listahéten visszatért az ötödik helyre, és a másik két albuma is az első ötben szerepelt.
Az Egyesült Államokban a 19 a 61. helyen debütált, és sokáig a Billboard 200-as albumlista alsó részén maradt. A Saturday Night Live című amerikai műsorban való fellépése után a 46. helyre, egy héttel később pedig a 11. helyre emelkedett, több mint 25 000 eladott példányszámmal. 2009-ben, miután két Grammy-díjat nyert, az album az amerikai Billboard 200-as lista 10. helyére emelkedett, és az összesített eladások száma elérte a 843 880-at. 2012 februárjában a 19 új csúcsot ért el a Billboard 200-as listán; a 4. helyig emelkedett, és a RIAA kétszeres platina minősítéssel látta el. A 2011. április 24-én záruló héten a 19 kilenc hétig volt a Top Pop Catalog Albums listájának első helyén, így az elmúlt 20 évben mindössze a harmadik női előadó albuma volt, amely legalább ennyi ideig vezette ezt a listát.
Ausztráliában az album 2017 márciusában a 74. listahetén visszatért a Top 10-be, a kilencedik helyen, míg két másik stúdióalbuma, a 25 és a 21 a második, illetve a negyedik helyre került.

## Elismerések
| Év   | Esemény                         | Díj                | Eredmény | Forr.  |
| ---- | ------------------------------- | ------------------ | -------- | ------ |
| 2008 | Mercury-díj                     | Az év albuma       | Jelölve  | [ 54 ] |
| 2009 | European Border Breakers Awards | A legjobb album    | Elnyerte | [ 55 ] |
| 2012 | Billboard Music Awards          | A legjobb popalbum | Jelölve  | [ 56 ] |

## Az albumon szereplő dalok listája
| 19 – Standard kiadás | 19 – Standard kiadás   | 19 – Standard kiadás                                        | 19 – Standard kiadás | 19 – Standard kiadás | 19 – Standard kiadás | 19 – Standard kiadás | 19 – Standard kiadás | 19 – Standard kiadás | 19 – Standard kiadás |
|                      | Cím                    | Szerző(k)                                                   | Producer(ek)         | Hossz                |                      |                      |                      |                      |                      |
| -------------------- | ---------------------- | ----------------------------------------------------------- | -------------------- | -------------------- | -------------------- | -------------------- | -------------------- | -------------------- | -------------------- |
| 1.                   | Daydreamer             | Adele Adkins                                                | Jim Abbiss           | 3:41                 |                      |                      |                      |                      |                      |
| 2.                   | Best for Last          | Adkins                                                      | Abbiss               | 4:19                 |                      |                      |                      |                      |                      |
| 3.                   | Chasing Pavements      | Adkins Eg White                                             | White                | 3:31                 |                      |                      |                      |                      |                      |
| 4.                   | Cold Shoulder          | Adkins Sacha Skarbek                                        | Mark Ronson          | 3:12                 |                      |                      |                      |                      |                      |
| 5.                   | Crazy for You          | Adkins                                                      | Abbiss               | 3:28                 |                      |                      |                      |                      |                      |
| 6.                   | Melt My Heart to Stone | Adkins White                                                | White                | 3:24                 |                      |                      |                      |                      |                      |
| 7.                   | First Love             | Adkins                                                      | Abbiss               | 3:10                 |                      |                      |                      |                      |                      |
| 8.                   | Right as Rain          | Adkins Leon Michels Jeff Silverman Nick Movshon Clay Holley | Abbiss               | 3:17                 |                      |                      |                      |                      |                      |
| 9.                   | Make You Feel My Love  | Bob Dylan                                                   | Abbiss               | 3:32                 |                      |                      |                      |                      |                      |
| 10.                  | My Same                | Adkins                                                      | Abbiss               | 3:16                 |                      |                      |                      |                      |                      |
| 11.                  | Tired                  | Adkins White                                                | White                | 4:19                 |                      |                      |                      |                      |                      |
| 12.                  | Hometown Glory         | Adkins                                                      | Abbiss               | 4:31                 |                      |                      |                      |                      |                      |
| 43:40                |                        |                                                             |                      |                      |                      |                      |                      |                      |                      |

| 19 – Tajvani különkiadás (bónuszvideó) | 19 – Tajvani különkiadás (bónuszvideó) | 19 – Tajvani különkiadás (bónuszvideó) | 19 – Tajvani különkiadás (bónuszvideó) | 19 – Tajvani különkiadás (bónuszvideó) | 19 – Tajvani különkiadás (bónuszvideó) | 19 – Tajvani különkiadás (bónuszvideó) | 19 – Tajvani különkiadás (bónuszvideó) | 19 – Tajvani különkiadás (bónuszvideó) | 19 – Tajvani különkiadás (bónuszvideó) |
|                                        | Cím                                    | Rendező(k)                             | Hossz                                  |                                        |                                        |                                        |                                        |                                        |                                        |
| -------------------------------------- | -------------------------------------- | -------------------------------------- | -------------------------------------- | -------------------------------------- | -------------------------------------- | -------------------------------------- | -------------------------------------- | -------------------------------------- | -------------------------------------- |
| 13.                                    | Chasing Pavements                      | Mathew Cullen                          | 3:41                                   |                                        |                                        |                                        |                                        |                                        |                                        |
| 47:21                                  |                                        |                                        |                                        |                                        |                                        |                                        |                                        |                                        |                                        |

| 19 – Japán és új-zélandi kiadás (bónuszdalok) | 19 – Japán és új-zélandi kiadás (bónuszdalok) | 19 – Japán és új-zélandi kiadás (bónuszdalok) | 19 – Japán és új-zélandi kiadás (bónuszdalok) | 19 – Japán és új-zélandi kiadás (bónuszdalok) | 19 – Japán és új-zélandi kiadás (bónuszdalok) | 19 – Japán és új-zélandi kiadás (bónuszdalok) | 19 – Japán és új-zélandi kiadás (bónuszdalok) | 19 – Japán és új-zélandi kiadás (bónuszdalok) | 19 – Japán és új-zélandi kiadás (bónuszdalok) |
|                                               | Cím                                           | Szerző(k)                                     | Producer(ek)                                  | Hossz                                         |                                               |                                               |                                               |                                               |                                               |
| --------------------------------------------- | --------------------------------------------- | --------------------------------------------- | --------------------------------------------- | --------------------------------------------- | --------------------------------------------- | --------------------------------------------- | --------------------------------------------- | --------------------------------------------- | --------------------------------------------- |
| 13.                                           | Painting Pictures                             | Adkins                                        | Abbiss                                        | 3:34                                          |                                               |                                               |                                               |                                               |                                               |
| 14.                                           | Now and Then                                  | Adkins                                        | Abbiss                                        | 3:24                                          |                                               |                                               |                                               |                                               |                                               |
| 15.                                           | That’s It, I Quit, I'm Moving On              | Del Serino Roy Alfred                         | Adkins Richard Wilkinson                      | 2:12                                          |                                               |                                               |                                               |                                               |                                               |
| 52:50                                         |                                               |                                               |                                               |                                               |                                               |                                               |                                               |                                               |                                               |

| 19 – Egyesült Államok limitált kiadás (bónuszlemez) | 19 – Egyesült Államok limitált kiadás (bónuszlemez) | 19 – Egyesült Államok limitált kiadás (bónuszlemez) | 19 – Egyesült Államok limitált kiadás (bónuszlemez) | 19 – Egyesült Államok limitált kiadás (bónuszlemez) | 19 – Egyesült Államok limitált kiadás (bónuszlemez) | 19 – Egyesült Államok limitált kiadás (bónuszlemez) | 19 – Egyesült Államok limitált kiadás (bónuszlemez) | 19 – Egyesült Államok limitált kiadás (bónuszlemez) | 19 – Egyesült Államok limitált kiadás (bónuszlemez) |
|                                                     | Cím                                                 | Szerző(k)                                           | Hossz                                               |                                                     |                                                     |                                                     |                                                     |                                                     |                                                     |
| --------------------------------------------------- | --------------------------------------------------- | --------------------------------------------------- | --------------------------------------------------- | --------------------------------------------------- | --------------------------------------------------- | --------------------------------------------------- | --------------------------------------------------- | --------------------------------------------------- | --------------------------------------------------- |
| 1.                                                  | Right as Rain (live)                                | Adkins Michels Silverman Movshon Holley             | 3:28                                                |                                                     |                                                     |                                                     |                                                     |                                                     |                                                     |
| 2.                                                  | Melt My Heart to Stone (live)                       | Adkins White                                        | 3:21                                                |                                                     |                                                     |                                                     |                                                     |                                                     |                                                     |
| 3.                                                  | My Same (live)                                      | Adkins                                              | 3:02                                                |                                                     |                                                     |                                                     |                                                     |                                                     |                                                     |
| 4.                                                  | That's It, I Quit, I'm Movin' On (live)             | Serino Alfred                                       | 2:21                                                |                                                     |                                                     |                                                     |                                                     |                                                     |                                                     |
| 5.                                                  | Chasing Pavements (live)                            | Adkins White                                        | 3:49                                                |                                                     |                                                     |                                                     |                                                     |                                                     |                                                     |
| 15:21                                               |                                                     |                                                     |                                                     |                                                     |                                                     |                                                     |                                                     |                                                     |                                                     |

| 19 – Bővített kiadás (bónuszlemez) – akusztikus szett élőben a Los Angeles-i Hotel Caféban, 2008. március 20-án. | 19 – Bővített kiadás (bónuszlemez) – akusztikus szett élőben a Los Angeles-i Hotel Caféban, 2008. március 20-án. | 19 – Bővített kiadás (bónuszlemez) – akusztikus szett élőben a Los Angeles-i Hotel Caféban, 2008. március 20-án. | 19 – Bővített kiadás (bónuszlemez) – akusztikus szett élőben a Los Angeles-i Hotel Caféban, 2008. március 20-án. | 19 – Bővített kiadás (bónuszlemez) – akusztikus szett élőben a Los Angeles-i Hotel Caféban, 2008. március 20-án. | 19 – Bővített kiadás (bónuszlemez) – akusztikus szett élőben a Los Angeles-i Hotel Caféban, 2008. március 20-án. | 19 – Bővített kiadás (bónuszlemez) – akusztikus szett élőben a Los Angeles-i Hotel Caféban, 2008. március 20-án. | 19 – Bővített kiadás (bónuszlemez) – akusztikus szett élőben a Los Angeles-i Hotel Caféban, 2008. március 20-án. | 19 – Bővített kiadás (bónuszlemez) – akusztikus szett élőben a Los Angeles-i Hotel Caféban, 2008. március 20-án. | 19 – Bővített kiadás (bónuszlemez) – akusztikus szett élőben a Los Angeles-i Hotel Caféban, 2008. március 20-án. |
| | Cím | Szerző(k) | Hossz | | | | | | |
| --- | --- | --- | --- | --- | --- | --- | --- | --- | --- |
| 1. | Chasing Pavements                                                                                                | Adkins White | 3:52 | | | | | | |
| 2. | Melt My Heart to Stone                                                                                           | Adkins White | 3:21 | | | | | | |
| 3. | That's It, I Quit, I'm Movin' On                                                                                 | Serino Alfred | 2:07 | | | | | | |
| 4. | Crazy for You | Adkins | 3:43 | | | | | | |
| 5. | Right as Rain | Adkins Michels Silverman Movshon Holley                                                                          | 3:32 | | | | | | |
| 6. | My Same | Adkins | 3:06 | | | | | | |
| 7. | Make You Feel My Love                                                                                            | Dylan | 3:52 | | | | | | |
| 8. | Daydreamer | Adkins | 3:41 | | | | | | |
| 9. | Hometown Glory                                                                                                   | Adkins | 3:48 | | | | | | |
| 10. | Many Shades of Black (The Raconteurs-szal)                                                                       | Brendan Benson Jack White                                                                                        | 4:29 | | | | | | |
| 33:31 | | | | | | | | | |

Megjegyzések
- A Make You Feel My Love egy Bob Dylan-feldolgozás.
- A That's It, I Quit, I'm Movin' On egy Sam Cooke-feldolgozás.

## Közreműködők
Adaptálva az AllMusic-ról és a 19 albumjegyzetéből.
Zenészek
- Jim Abbiss – harangjáték
- Adele Adkins – vokál, gitár (on "Daydreamer", "Crazy for You", and "My Same"), basszusgitár (on "Best for Last" and "Make You Feel My Love"), cseleszta (on "First Love"), cowbell (on "Right as Rain")
- Matt Allchin – gitár
- Pete Biggins – dobok, ütőshangszerek (on "Cold Shoulder")
- Neil Cowley – zongora, Hammond-orgona, Wurlitzer
- Rosie Danvers – vonós hangszerelés
- Tom Driessler – basszus, basszusgitár, tamburin
- Chris Elliott – vonós hangszerelés, vonóskarmester
- Steven Holness – billentyűsök, zongora
- Sam Koppelman – harangjáték
- Life Gospel Choir – háttérvokál
- Wil Malone – vonós hangszerelés, vonóskarmester, húrírás
- Perry Montague-Mason – húros hangszerek
- Jack Penate – háttérvokál
- Seb Rochford – dobok (on "My Same")
- Louis "Kayel" Sharpe – dobok (on "Right As Rain")
- Jason Silver – billentyűsök
- Ben Thomas – gitár
- Michael Tighe – gitár
- Eg White – előadó, vonós hangszerelés
- Stuart Zender – basszus

Produkciós csapat
- Jim Abbiss – hangkeverés, producer
- Helen Atkinson – mérnökasszisztens
- Loz Brazil - hangkeverés
- Joshua Burton - fotográfia
- John Carey - fotográfia
- Tom Elmhirst – hangkeverés
- Simon Hayes – keverő asszisztens
- Liam Howe – programozás
- Serge Krebs – mérnökasszisztens, keverő asszisztens
- Matt Lawrence – hangmérnök
- Phil Lee – művészeti rendezés, design, fotográfia
- Archibald Alexander MacKenzie – mérnökasszisztens, keverő asszisztens
- Dom Morley – mérnök
- Dan Parry – keverő asszisztens
- Matt Paul – asszisztens
- Fergus Peterkin – keverő asszisztens
- Steve Price – húrmérnök
- Mark Ronson – producer
- Hege Saebjornsen – borítókép
- Eg White – arranger, producer
- Richard Wilkinson – mérnök,  hangkeverés

## Helyezések

### Heti listák
| Lista (2008–2021)                                   | Legjobb helyezés |
| --------------------------------------------------- | ---------------- |
| Ausztrália (ARIA Top 50 Albums)                     | 3                |
| Ausztria (Ö3 Austria)                               | 29               |
| Belgium (Ultratop Flandria)                         | 9                |
| Belgium (Ultratop Vallónia)                         | 38               |
| Brazília (ABPD)                                     | 5                |
| Csehország (ČNS IFPI)                               | 10               |
| Dánia (Hitlisten Album Top 40)                      | 14               |
| Egyesült Királyság (OCC)                            | 1                |
| Finnország (Suomen virallinen lista)                | 26               |
| Franciaország (SNEP Album Top 100)                  | 15               |
| Görögország Nemzetközi Albumok (IFPI Greece)        | 12               |
| Hollandia (MegaCharts)                              | 1                |
| Írország (IRMA)                                     | 2                |
| Japán (Oricon)                                      | 38               |
| Kanada (Billboard)                                  | 18               |
| Lengyelország (ZPAV)                                | 9                |
| Magyarország (MAHASZ)                               | 25               |
| Mexikó (Top 100 Mexico)                             | 35               |
| Németország (Offizielle Top 100)                    | 15               |
| Németország Independent Albums (Top 20 Independent) | 6                |
| Norvégia (VG-lista Album Top 40)                    | 7                |
| Olaszország (FIMI)                                  | 20               |
| Oroszország (2M)                                    | 15               |
| Portugália (AFP Top 30 Albums)                      | 27               |
| Skócia (OCC)                                        | 1                |
| Spanyolország (PROMUSICAE Top 100 Álbumes)          | 5                |
| Svájc (Schweizer Hitparade Top 100 Albums)          | 15               |
| Svédország (Sverigetopplistan Top 60 Albums)        | 11               |
| Új-Zéland (RIANZ)                                   | 3                |
| USA Billboard 200                                   | 4                |
| USA Independent Albums (Billboard)                  | 13               |

### Év végi összesített listák
| Lista (2008)                | Helyezés |
| --------------------------- | -------- |
| Belgium (Ultratop Flanders) | 74       |
| Hollandia (MegaCharts)      | 12       |
| Európa (Billboard)          | 28       |
| Franciaország (SNEP)        | 166      |
| Svájc (Schweizer Hitparade) | 95       |
| UK Albumok (OCC)            | 16       |
| USA Billboard 200           | 197      |

| Lista (2009)               | Helyezés |
| -------------------------- | -------- |
| Hollandia (MegaCharts)     | 1        |
| Európa Top 100 (Billboard) | 100      |
| UK Albumok (OCC)           | 158      |
| USA Billboard 200          | 62       |

| Lista (2010)           | Helyezés |
| ---------------------- | -------- |
| Hollandia (MegaCharts) | 77       |
| UK Albumok (OCC)       | 85       |

| Lista (2011)                     | Helyezés |
| -------------------------------- | -------- |
| Ausztrália (ARIA)                | 11       |
| Hollandia (MegaCharts)           | 2        |
| Franciaország(SNEP)              | 56       |
| Németország (Offizielle Top 100) | 45       |
| Írország (IRMA)                  | 4        |
| Új-Zéland (RIANZ)                | 8        |
| Lengyelország (ZPAV)             | 60       |
| Spanyolország (PROMUSICAE)       | 38       |
| UK Albumok (OCC)                 | 4        |
| USA Billboard 200                | 37       |

| Lista (2012)                                 | Helyezés |
| -------------------------------------------- | -------- |
| Argentína (CAPIF)                            | 34       |
| Ausztrália (ARIA)                            | 70       |
| Belgian Midprice Albums (Ultratop Flanders)  | 1        |
| Belgium Midprice Albumok (Ultratop Wallonia) | 1        |
| Hollandia (MegaCharts)                       | 51       |
| Franciaország (SNEP)                         | 58       |
| Németország (Offizielle Top 100)             | 94       |
| Magyarország (MAHASZ)                        | 96       |
| Olaszország (FIMI)                           | 75       |
| Új-Zéland (RIANZ)                            | 31       |
| Lengyelország (ZPAV)                         | 5        |
| Spanyolország (PROMUSICAE)                   | 19       |
| UK Albumok (OCC)                             | 43       |
| USA Billboard 200                            | 16       |
| USA Catalog Albums (Billboard)               | 1        |
| Világszerte (IFPI)                           | 24       |

| Lista (2013)                                 | Helyezés |
| -------------------------------------------- | -------- |
| Belgium Midprice Albumok (Ultratop Flanders) | 3        |
| Belgium Midprice Albumok (Ultratop Wallonia) | 6        |
| USA Billboard 200                            | 171      |

| Lista (2015)                        | Helyezés |
| ----------------------------------- | -------- |
| Dél-Korea Nemzetközi Albumok (Gaon) | 34       |

| Lista (2016)      | Helyezés |
| ----------------- | -------- |
| Ausztrália (ARIA) | 93       |
| Dánia (Hitlisten) | 87       |
| USA Billboard 200 | 126      |

| Lista (2017)                        | Helyezés |
| ----------------------------------- | -------- |
| Ausztrália (ARIA)                   | 98       |
| Dél-Korea Nemzetközi Albumok (Gaon) | 68       |

| Lista (2021)                | Helyezés |
| --------------------------- | -------- |
| Belgium (Ultratop Flanders) | 186      |

| Lista (2010–2019)        | Helyezés |
| ------------------------ | -------- |
| Ausztrália (ARIA)        | 36       |
| Egyesült Királyság (OCC) | 13       |
| USA Billboard 200        | 81       |

| Lista                                | Helyezés |
| ------------------------------------ | -------- |
| Ír Női Albumok (IRMA)                | 27       |
| Egyesült Királyság Női Albumok (OCC) | 14       |
| USA Billboard 200 (Nők)              | 80       |

## Minősítések és eladási adatok
| Régió | Minősítés  | Eladott példányszám |
| --- | ---------- | ------------------- |
| Ausztrália (ARIA) | 2× platina | 214,000             |
| Belgium (BEA) | 2× platina | 60 000*             |
| Kanada (Music Canada) | 4× platina | 400 000‡            |
| Dánia (IFPI Denmark) | 3× platina | 60 000‡             |
| Finnország (Musiikkituottajat) | arany      | 15,709              |
| Németország (BVMI) | platina    | 200 000^            |
| Olaszország (FIMI) eladások 2009 óta | platina    | 50 000*             |
| Mexikó (AMPROFON) | arany      | 40 000^             |
| Hollandia (NVPI) | 3× platina | 350,000             |
| Új-Zéland (RMNZ) | 2× platina | 30 000^             |
| Spanyolország (PROMUSICAE) | platina    | 80 000^             |
| Svájc(IFPI Switzerland) | platina    | 30 000^             |
| Egyesült Királyság (BPI) | 8× platina | 2,450,000           |
| Egyesült Államok (RIAA) | 4× platina | 4 000 000‡          |
| Összesítés |            |                     |
| Európa (IFPI) | 3× platina | 3 000 000*          |
| Világszerte |            | 6,500,000           |
| * Eladási példányszámok kizárólag a minősítés alapján. ^ Kiszállítási példányszámok kizárólag a minősítés alapján. ‡ Eladási+streaming példányszámok kizárólag a minősítés alapján. |            |                     |

## Megjelenési történet
| Régió              | Dátum              | Formátum              | Kiadó                 |
| ------------------ | ------------------ | --------------------- | --------------------- |
| Európa             | 2008. január 25.   | CD digitális letöltés | XL                    |
| Ausztrália         | 2008. január 26.   | CD digitális letöltés | XL                    |
| Egyesült Királyság | 2008. január 28.   | CD digitális letöltés | XL                    |
| Egyesült Államok   | 2008. június 10.   | CD digitális letöltés | Columbia              |
| Lengyelország      | 2008. november 24. | CD digitális letöltés | XL                    |
| Brazília           | 2011. június 6.    | CD digitális letöltés | Sony                  |
| Kína               | 2013. március 13.  | CD                    | 星外星唱片 (Starsing) |

## Fordítás
- Ez a szócikk részben vagy egészben  a(z)   19 (Adele album) című angol Wikipédia-szócikk fordításán alapul.  Az eredeti cikk szerkesztőit annak laptörténete sorolja fel. Ez a jelzés csupán a megfogalmazás eredetét és a szerzői jogokat jelzi, nem szolgál a cikkben szereplő információk forrásmegjelöléseként.